# Vajsmanova barijera
Vajsmanova barijera je princip da se nasledne informacije mogu prenositi samo sa gena na ostatak ćelija, a nikad obrnuto.
Tokom osamdesetih godina 20. veka pojavila su se mišljenja da je moguć i obrnut proces, tj. da je moguće da se stečene prednosti (poput pojačanog imuniteta) prenesu na sledeće generacije.

## Spoljašnje veze
- The implications of Steele's soma-to-germline feedback for the safety of somatic gene therapy in humans.